# جوزيف بلات كوكي
جوزيف بلات كوكي (بالإنجليزية: Joseph Platt Cooke)‏ هو قاضي وسياسي أمريكي، ولد في 4 يناير 1730 في الولايات المتحدة، وتوفي في 3 فبراير 1816. انتخب عضو مجلس نواب كونيتيكت.